# Establo Kasugano

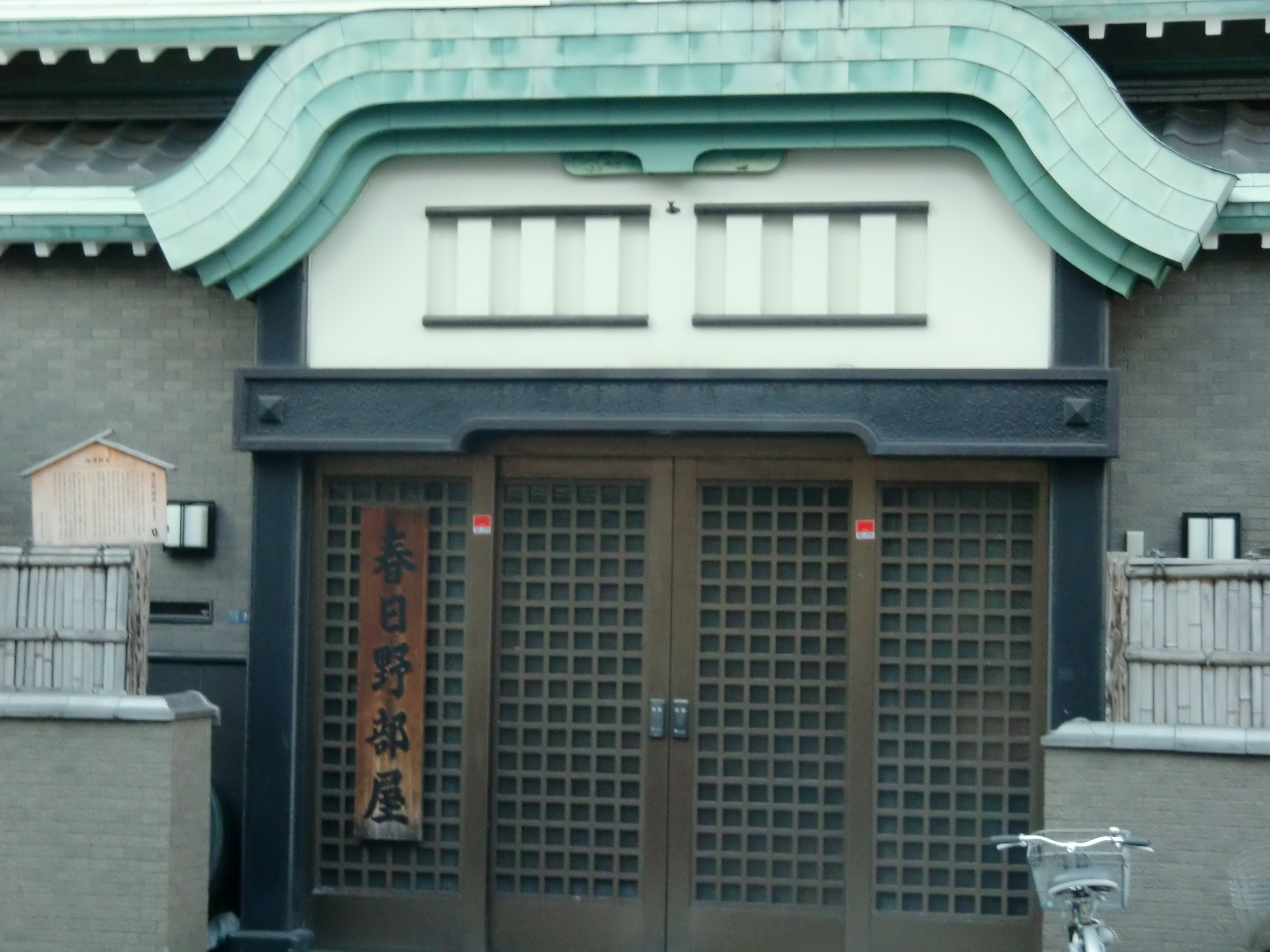
Entrada principal del Establo Kasugano

El Establo Kasugano (春日野部屋, Kasugano-beya) es un establo de entrenamiento de sumo profesional. El recinto forma parte del ichimon Dewanoumi. Para enero de 2023, poseía un total de 17 luchadores. Su actual maestro y dueño es el ex sekiwake Tochinowaka Kiyotaka, el cual asumió el control de establo en 2003. El establo Kasugano fue uno de los más exitosos en 2013, con seis sekitori clasificados, incluyendo al ex ōzeki georgiano Tochinoshin y al japonés (étnicamente coreano) Tochinowaka Michihiro, el cual solía utilizar el nombre de ring de su maestro.
El establo Kasugano fue fundado a mediados del siglo XVIII por un luchador llamado Kasugano Gunpachi. El recinto permaneció inactivo durante un largo tiempo hasta que un gyōji (árbitro) llamado Kimura Soshiro asumió el liderazgo durante la era Meiji (esto ya no es permitido ya que todos los oyakata deben ser obligatoriamente luchadores retirados). Este adoptó al vigésimo séptimo (27°) yokozuna Tochigiyama como su hijo, el cual luego asumió el control del establo por más de treinta años. Tochigiyama eventualmente adoptó al cuadragésimo cuarto (44°) yokozuna Tochinishiki como su hijo también, entregándole el control del establo en 1959 mientras todavía era un luchador activo. Tochinishiki fue luego elegido como presidente de la Asociación Japonesa de Sumo. Tochinoumi asumió el control del establo en 1990 tras el fallecimiento de Tochinishiki, y lideró el establo hasta su retiro en 2003. Desde el deceso de Tochinishiki, los luchadores del establo tienen como costumbre visitar su tumba cada Año Nuevo. En 2013, Kasugano absorbió al establo Mihogaseki cuando su maestro y dueño (el ex ōzeki Masuiyama Daishirō II) alcanzó la edad de retiro obligatoria a los 65 años.
El maestro Kasugano recibió una advertencia de parte de la Asociación Japonesa de Sumo en 2011 después de que se descubriera que este había golpeado a tres de sus discípulos con un palo de golf por haber desobedecido un toque de queda. En otro caso, un luchador de bajo rango fue sentenciado a tres años de prisión en 2014 por haber agredido a otro luchador, recibiendo luego una suspensión de cuatro años. En marzo de 2017, la víctima demandó al maestro Kasugano y al luchador agresor retirado, argumentando que todavía sufría de los efectos de la fractura mandibular que recibió y de la negligencia de su maestro al no realizar una supervisión apropiada.
El establo es conocido por haber producido a varios luchadores exitosos. Kasugano siempre tuvo como mínimo a un luchador clasificado en la división makuuchi desde 1967 hasta noviembre de 2023, cuando Aoiyama fue degradado a la división jūryō. Cuando Aoiyama se retiró tras el torneo de septiembre de 2024, se anunció que el luchador del makushita Tochitaikai regresaría a la división jūryō, continuando la racha del establo de tener como mínimo a un sekitori en cada torneo desde el verano de 1935. Tochitaikai fue promovido al makuuchi para el torneo de mayo de 2025, marcando la primera promoción a la división máxima del establo desde Tochinowaka Michihiro en 2011.
El 29 de abril de 2025, el establo Kasugano llevó a cabo una celebración para conmemorar los 100 años de su fundación, remontándose a cuando el vigésimo séptimo (27°) yokozuna Tochigiyama asumió el control del establo en 1925.

## Nombres de ring
Varios luchadores de este establo adoptan un nombre ring o shikona con el prefijo "Tochi" (栃), extraído del primer carácter del nombre de cada uno de los maestros que han liderado el establo. Originalmente, este prefijo hacia referencia a la prefectura de Tochigi, de donde provenía Tochigiyama, sin embargo, los siguientes maestros ya no era de allí, por lo que el prefijo ya no tienen un significado geográfico.

## Dueños
- 2003–presente: El décimo primer (11°) Kasugano Kiyotaka (riji, ex sekiwake Tochinowaka)
- 1990–2003: El décimo (10.º) Kasugano Terumasa (el cuadragésimo noveno (49°) yokozuna Tochinoumi)
- 1959–1990: El noveno (9.º) Kasugano Kiyotaka (el cuadragésimo cuarto (44°) yokozuna Tochinishiki)
- 1925–1959: El octavo (8.º) Kasugano Takeya (el vigésimo séptimo (27°) yokozuna Tochigiyama)

## Luchadores activos destacados
- Tochitaikai (mejor rango: maegashira)
- Tochimaru[ja] (mejor rango: jūryō)
- Tochimusashi[ja] (mejor rango: jūryō)

## Entrenadores
- Takenawa Taiichi (iin, ex sekiwake Tochinonada)
- Kiyomigata Yuichiro (iin, ex sekiwake Tochiōzan)
- Iwatomo Kōsuke (toshiyori, ex sekiwake Aoiyama)
- Fujigane Masaharu (iin, ex komusubi Daizen)
- Hatachiyama Hitoshi (iin, ex komusubi Tochinohana)
- Mihogaseki Atsushi (iin, ex maegashira Tochisakae)

## Exluchadores destacados
- Tochinishiki (el cuadragésimo cuarto (44°) yokozuna)
- Tochinoumi (el cuadragésimo noveno (49°) yokozuna)
- Tochihikari (ex ōzeki)
- Tochinoshin (ex ōzeki)
- Kaneshiro (ex sekiwake)
- Masudayama (ex sekiwake)
- Tochiakagi (ex sekiwake)
- Tochiazuma (ex sekiwake)
- Tochiōzan (ex sekiwake)
- Tochitsukasa (ex sekiwake)
- Aoiyama (ex sekiwake)
- Tochinowaka Michihiro (ex maegashira)
- Kasuganishiki (ex maegashira)
- Kimurayama (ex maegashira)

## Asistentes
- Torafusuyama (sewanin, ex makushita, de nombre real: Tomoyuki Tamaru)
- Tochigenō (sewanin, ex makushita, de nombre real: Yasuyuki Shigeto)
- Tochinofuji (wakaimonogashira, ex maegashira, de nombre real: Tatsuyuki Kusano)

## Gyōji
- El cuadragésimo tercer (43°) Shikimori Inosuke (tate-gyōji, de nombre real: Yoshimitsu Morita)
- Kimura Akijiro (makuuchi gyōji, de nombre real: Shigehiro Nakazawa)
- Kimura Zennosuke (jūryō gyōji, de nombre real: Makoto Kimura)

## Yobidashi
- Jirō (tate-yobidashi, de nombre real: Kazuo Nishide)[9]

## Tokoyama
- Tokotakumi (tokoyama de quinta clase)

## Ubicación y acceso
Ryōgoku 1-7-11, barrio especial de Sumida, Tokio. A 7 minutos caminando desde la Estación Ryōgoku (Línea Sōbu)